# Automeris proximus
Automeris proximus är en fjärilsart som beskrevs av Conte 1906. Automeris proximus ingår i släktet Automeris och familjen påfågelsspinnare. Inga underarter finns listade i Catalogue of Life.